# Bačko Dobro Polje
Bačko Dobro Polje (izvirno srbsko Бачко Добро Поље; madžarsko Kisker, nemško Klein Keer) je naselje v Srbiji, ki upravno spada pod Občino Vrbas; slednja pa je del Južnobačkega upravnega okraja.

## Demografija
V naselju, katerega izvirno (srbsko-cirilično) ime je Бачко Добро Поље, živi 3038 polnoletnih prebivalcev, pri čemer je njihova povprečna starost 37,9 let (36,0 pri moških in 39,8 pri ženskah). Naselje ima 1158 gospodinjstev, pri čemer je povprečno število članov na gospodinjstvo 3,39.
Prebivalstvo je večinoma nehomogeno.
|  |

| Demografija | Demografija     | Demografija     |
| Leto        | Št. prebivalcev | Št. prebivalcev |
| ----------- | --------------- | --------------- |
|             |                 |                 |
|             |                 |                 |
|             |                 |                 |
|             |                 |                 |
| 1948        | 3759            |                 |
| 1953        | 3763            |                 |
| 1961        | 3922            |                 |
| 1971        | 3622            |                 |
| 1981        | 3768            |                 |
| 1991        | 3940            | 3919            |
| 2002        | 3970            | 3929            |
|             |                 |                 |

| Etnična sestava po popisu iz leta 2002 | Etnična sestava po popisu iz leta 2002 | Etnična sestava po popisu iz leta 2002 | Etnična sestava po popisu iz leta 2002 | Etnična sestava po popisu iz leta 2002 |
| -------------------------------------- | -------------------------------------- | -------------------------------------- | -------------------------------------- | -------------------------------------- |
| Srbi                                   | Srbi                                   |                                        | 2.246                                  | 57,16%                                 |
| Črnogorci                              | Črnogorci                              |                                        | 1.500                                  | 38,17%                                 |
| Madžari                                | Madžari                                |                                        | 37                                     | 0,94%                                  |
| Jugoslovani                            | Jugoslovani                            |                                        | 34                                     | 0,86%                                  |
| Hrvati                                 | Hrvati                                 |                                        | 14                                     | 0,35%                                  |
| Ukrajinci                              | Ukrajinci                              |                                        | 9                                      | 0,22%                                  |
| Makedonci                              | Makedonci                              |                                        | 7                                      | 0,17%                                  |
| Nemci                                  | Nemci                                  |                                        | 6                                      | 0,15%                                  |
| Slovaki                                | Slovaki                                |                                        | 5                                      | 0,12%                                  |
| Rusini                                 | Rusini                                 |                                        | 4                                      | 0,10%                                  |
| Rusi                                   | Rusi                                   |                                        | 1                                      | 0,02%                                  |
| Muslimani                              | Muslimani                              |                                        | 1                                      | 0,02%                                  |
| Bošnjaki                               | Bošnjaki                               |                                        | 1                                      | 0,02%                                  |
| Neznano                                | Neznano                                |                                        | 13                                     | 0,33%                                  |